# Adalvard il Vecchio
Adalvard il Vecchio (... – 1064 circa) è stato un vescovo cattolico tedesco.
Prima fu decano dell'Arcivescovato di Brema, ma poi fu mandato nella diocesi di Skara in Svezia, come vescovo nei primi anni del decennio 1060. Adamo da Brema lo elogiò nei suoi scritti e disse che fu missionario in Värmland.
Nella Cattedrale di Skara è stato trovato un calice con l'iscrizione Adalwardus Peccator (Adalvard il peccatore). Gli succedette Adalvard il Giovane.